# Саксония-Анхалт
Саксония-Анхалт (на немски: Sachsen-Anhalt) е една от шестнадесетте федерални провинции на Германия. Столица на федералната провинция е Магдебург.

## География
Саксония-Анхалт е разположена в Североизточна Германия. Граничи с Долна Саксония на северозапад, Бранденбург на изток, Саксония на югоизток и Тюрингия на югозапад.
Обхваща площ от 20 450 км² и има 2,335 млн. жители. Гъстотата на населението е 114 души/км². Тя е 8-ата по големина провинция в Германия и 10-а по брой на населението.
По-голямата част от провинцията има равнинен характер. В югозападната част на Саксония-Анхалт е разположена планината Харц. Най-голямата река в провинцията е Елба, която преминава от югоизток на северозапад. Друга по-голяма река е Зале, приток на Елба.
Най-високата точка в провинцията е връх Брокен (Brocken) с височина 1141 метра. 

## Административно деление
Саксония-Анхалт е разделена на 11 окръга (Landkreise):
- Старомаркски окръг Залцведел (Altmarkkreis Salzwedel (SAW))
- Окръг Анхалт-Битерфелд (Landkreis Anhalt-Bitterfeld (ABI))
- Окръг Бьорде (Landkreis Börde (BK))
- Окръг Бурген (Burgenlandkreis (BLK))
- Окръг Харц (Landkreis Harz (HZ))
- Окръг Йерихонска земя (Landkreis Jerichower Land (JL))
- Окръг Мансфелд-Южен Харц (Landkreis Mansfeld-Südharz (MSH))
- Окръг Заале (Saalekreis (SK))
- Окръг Залцланд (Salzlandkreis (SLK))
- Окръг Щендал (Landkreis Stendal (SDL))
- Окръг Витенберг (Landkreis Wittenberg (WB))

и 3 самостоятелни града (kreisfreie Staedte):
- Десау-Рослау
- Хале (на река Заале)
- Магдебург, провинциална столица

От 1990 до 2003 Саксония-Анхалт е била разделена на три региона - Десау, Хале и Магдебург. На 1 януари 2007 г. тези три региона са премахнати и провинцията е реформирана в днешните 14 окръга.

### Големи градове
Големите градове в Саксония-Анхалт, според преброяването на 31 декември 2014 г.:
| №  | Град             | Население |
| -- | ---------------- | --------- |
| 1  | Хале             | 232 470   |
| 2  | Магдебург        | 232 306   |
| 3  | Десау-Рослау     | 83 061    |
| 4  | Витенберг        | 46 621    |
| 5  | Битерфелд-Волфен | 40 779    |
| 6  | Халберщат        | 40 440    |
| 7  | Щендал           | 40 079    |
| 8  | Вайсенфелс       | 39 918    |
| 9  | Бернбург         | 33 633    |
| 10 | Мерзебург        | 33 317    |

## История
Саксония-Анхалт е провинция с не много богата история. Най-важните ѝ предшественици са пруската провинция Саксония и република Анхалт. Саксония-Анхалт възниква през 1947 г. след разпадането на Прусия, но съществува само от 1947 до 1952 г. заради административните реформи в ГДР. Провинцията се обединява отново на 3 октомври 1990 г.

## Личности
Известни личности, родени в Саксония-Анхалт, са:
- Ото фон Бисмарк
- Мартин Лутер
- Фридрих Ницше